# Супердовгожитель
Супердовгожитель (англ. supercentenarian) — особа, яка досягла 110-річного віку і більше. Цього віку досягають, приблизно, один на тисячу довгожителів. Як правило, за даними досліджень, супердовгожителі не мають якихось типових поширених захворювань, пов'язаних з віком, аж до досягнення максимальної тривалості життя людини, яка теоретично оцінена в 126 років.